# Pereskiopsis spathulata
Pereskiopsis spathulata là một loài thuộc chi Pereskiopsis, thường được dùng để ghép mầm các loại xương rồng.  Nó ra rễ rất dễ à có thể chịu được việc tưới nước thường xuyên lẫn khô hạn. Nhiệt độ trung bình tối thiểu cho giống cây này 55 °F (12 °C).